# Lángara (España)
Lángara (llamada oficialmente Láncara) es una aldea española situada en la parroquia de Mabegondo, del municipio de Abegondo, en la provincia de La Coruña, Galicia.

## Demografía
| Gráfica de evolución demográfica de Lángara entre 1999 y 2018 |
|                                                               |
| Datos según el nomenclátor publicado por el INE.              |